# Deidamia I de Epiro
Deidamia (Griego: Δηιδάμεια; † 300 a. C.)  fue hija de Eácides I y hermana de Pirro, reyes de Epiro.

## Biografía
De niña le fue concedida su mano a Alejandro, hijo de Alejandro Magno y Roxana. Al acompañar al príncipe y a su abuela Olimpia quedó asediada en Pidna junto a ellos.
Tras la muerte de Alejandro y Roxana, se casó con Demetrio Poliorcetes cuando este luchaba por establecer su poder en Grecia, convirtiéndose así en nexo de unión entre Demetrio y Pirro.
Cuando Demetrio partió a Asia para apoyar a su padre contra los demás diádocos coaligados, dejó a Deidamia en Atenas. Tras su derrota en Ipsos, los atenienses la expulsaron a Megara, tratándola aún con honores de reina no obstante. Poco después se desplazó a Cilicia para reunirse con Demetrio, que acababa de conceder la mano de su hija Estratónice a Seleuco de Siria. No llevaba mucho tiempo allí cuando enfermó y falleció, en el 300 a. C.
Dejó un hijo a Demetrio, llamado Alejandro, de quien dice Plutarco que pasó su vida en Egipto, probablemente como rehén.